# Канеду (Санта-Марія-да-Фейра)
Кане́ду (порт. Canedo; МФА: [kɐ.ˈne.du]) — колишня парафія в Португалії, в муніципалітеті Санта-Марія-да-Фейра. Перебувала у складі округу Авейру.  Входила до регіону Північ. За старим адміністративним поділом, що був чинним до 1976 року, територія парафії належала провінції Берегове Дору.  Ліквідована 28 січня 2013 року. Увійшла до складу парафії Канеду, Вале і Віла-Майор. Площа парафії — 27,81 км², населення — 6044 ос. (2011), густота населення — 217,33 осіб/км²
. Патрон — святий Юрій. Поштовий індекс — 4520. Код  — 010903.

## Географія

Санта-Марія-да-Фейра (2013)
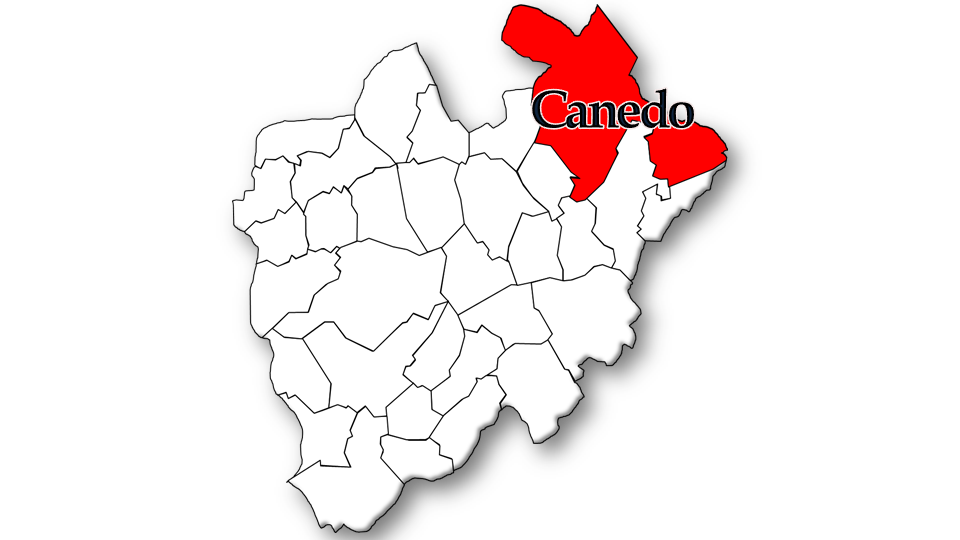
Канеду

## Населення
| Кількість мешканців | Кількість мешканців | Кількість мешканців | Кількість мешканців | Кількість мешканців | Кількість мешканців | Кількість мешканців | Кількість мешканців | Кількість мешканців | Кількість мешканців | Кількість мешканців | Кількість мешканців | Кількість мешканців | Кількість мешканців | Кількість мешканців |
| ------------------- | ------------------- | ------------------- | ------------------- | ------------------- | ------------------- | ------------------- | ------------------- | ------------------- | ------------------- | ------------------- | ------------------- | ------------------- | ------------------- | ------------------- |
| 1864                | 1878                | 1890                | 1900                | 1911                | 1920                | 1930                | 1940                | 1950                | 1960                | 1970                | 1981                | 1991                | 2001                | 2011                |
| 2 311               | 2 347               | 2 501               | 2 594               | 2 806               | 2 964               | 3 245               | 3 578               | 4 028               | 4 225               | 3 921               | 4 499               | 4 874               | 5 782               | 6 044               |